# Blake Hunter
Blake Hunter est un producteur, scénariste et acteur américain.

## Filmographie
Comme producteur
- 1984-1992 : Madame est servie

Comme scénariste
- 1984-1992 : Madame est servie